# Hamer Guitars

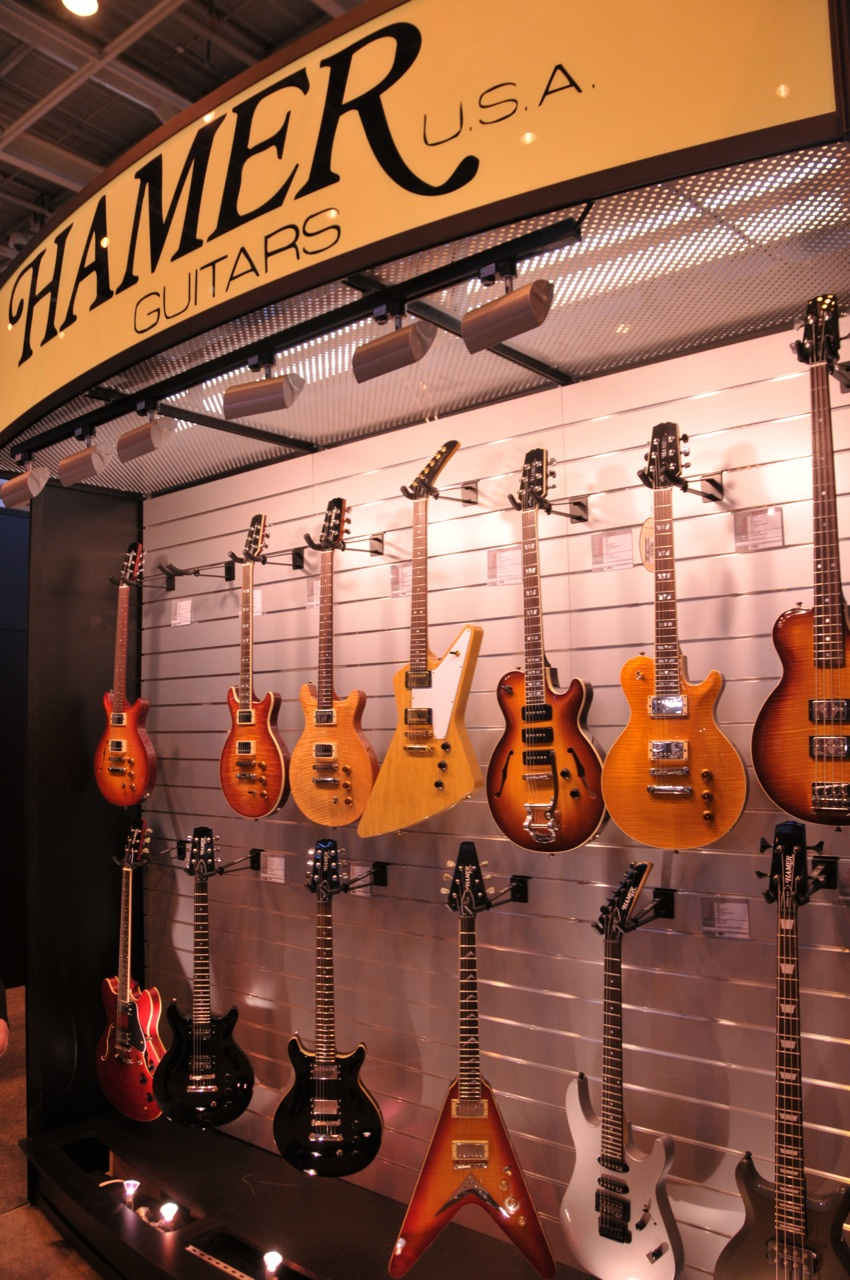
Firmenlogo und E-Gitarren von Hamer auf einem Messestand des Unternehmens

Hamer Guitars ist ein US-amerikanischer Hersteller von E-Gitarren, dessen Anfänge auf das Jahr 1973 zurückgehen. Die späteren Firmengründer Jol Dantzig und Paul Hamer führten in den frühen 1970er-Jahren gemeinsam ein Ladengeschäft für Restaurierung und Verkauf von Vintage-Gitarren im US-Bundesstaat Illinois. In der Werkstatt des Ladens wurden ebenfalls E-Gitarren in Kleinstserien auf Kundenwunsch hergestellt. Frühe Instrumente des Teams waren an die Designs der E-Gitarren-Modelle Gibson Explorer und Gibson Flying V angelehnt. Hamer Guitars gilt allgemein als der erste Hersteller von „Boutique“-E-Gitarren (englisch Custom Shop), der speziell für Profimusiker baute. Das Unternehmen bietet heute ein breites Sortiment von E-Gitarren und E-Bässen an und hat seit seiner Gründung den Schwerpunkt auf die Herstellung qualitativ hochwertiger Instrumente mit Vintage-Ästhetik und kreativen Innovationen gelegt.

## Unternehmensgeschichte

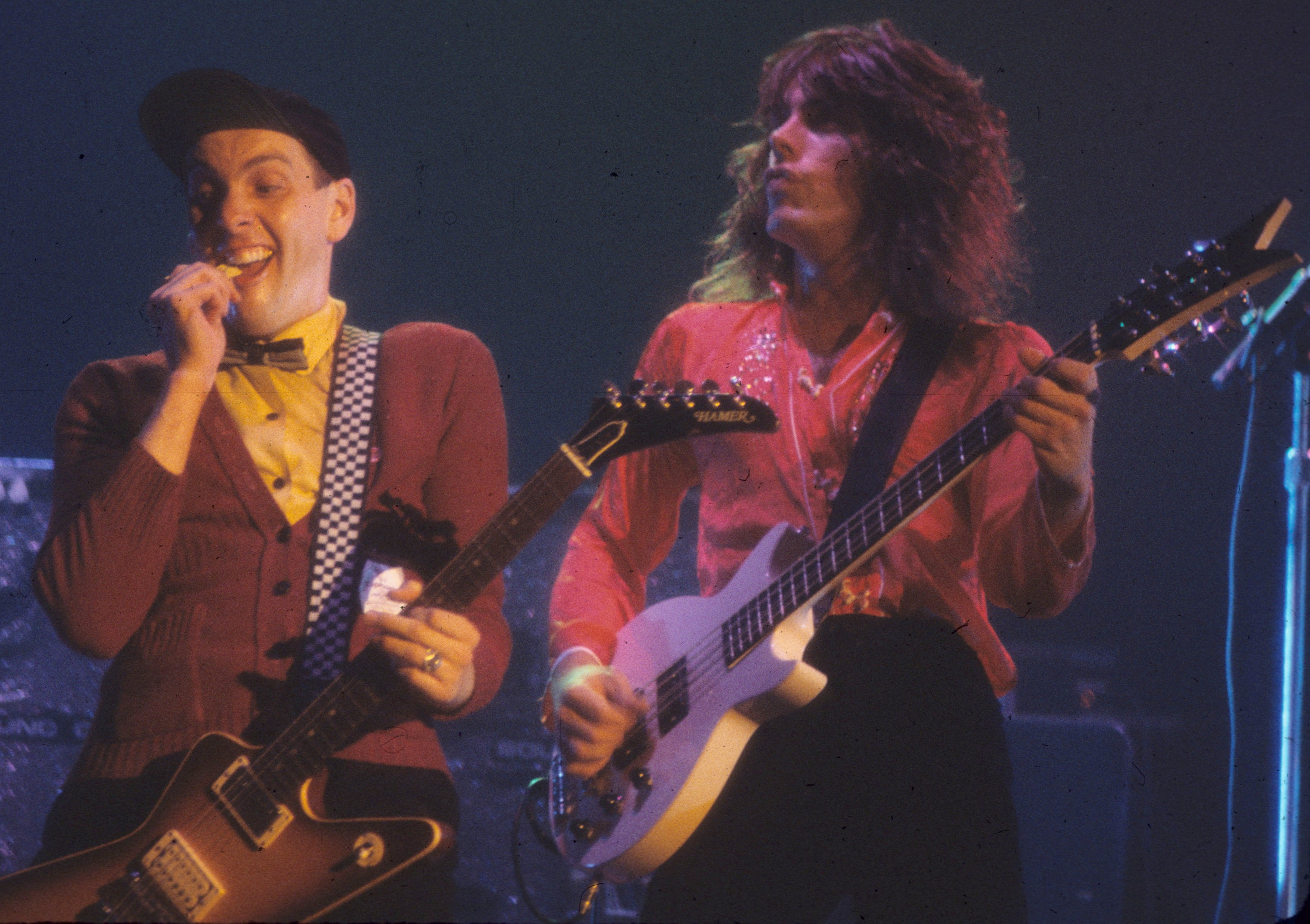
Rick Nielsen und Tom Petersson von der Band Cheap Trick mit Hamer-Instrumenten bei einem Bühnenauftritt im Jahr 1977; Nielsen (links) mit E-Gitarren-Modell Standard, Petersson mit 10-saitigem E-Bass

Das erste Instrument von Hamer war ein E-Bass im Design der Gibson Flying V. Paul Hamer und Jol Dantzig führten zu dieser Zeit Northern Prairie Music, ein angesehenes Vintage-Musikinstrumenten-Geschäft in Wilmette (Illinois). Dieses Geschäft kümmerte sich um Musiker, die an hochwertigen Instrumenten interessiert waren. Das erste Instrument diente als Basis für eine neue Firma, die Hamer Guitars getauft wurde (was nach einem Interview mit Dantzig besser klang als „Dantzig Guitars“).
Hamer bewarb die Instrumente ab 1974 mit kleinformatigen Schwarzweiß-Inseraten in Fachzeitschriften und wurde 1976 offiziell gegründet. Gründungsmitglieder waren Hamer, Dantzig sowie zwei der Gitarren-Restauratoren ihres Ladengeschäftes. Im Jahr 1977 waren im Unternehmen bereits bis zu sieben Mitarbeiter beschäftigt. Der Großteil der Instrumente, die bis zu diesem Zeitpunkt hergestellt wurden, waren kundenspezifische („Custom“-) Versionen der ursprünglichen Standard- und Flying-V-Gitarren. Kunden dieser Zeit waren fast ausschließlich bekannte Musikgruppen wie Bad Company, Wishbone Ash und Jethro Tull. Um einen breiteren Markt anzusprechen wurde 1977 das Modell Sunburst eingeführt; eine E-Gitarre, dessen Design mit zwei Cutaways auf dem der Les Paul Junior von Gibson fußt und dieses weiterentwickelte. Die elektromagnetischen Tonabnehmer der Hamer-E-Gitarren wurden von Larry DiMarzio entwickelt, der spätere Gründer der auf Tonabnehmer spezialisierten US-Firma DiMarzio. Die Produktion lag Berichten zufolge bei rund zehn Gitarren pro Woche. Während dieser Zeit wurde das Unternehmen bekannt durch Rick Nielsen, Gitarrist der Rockband Cheap Trick, sowie durch den Einsatz von 8- und 12-saitigen Hamer-Bässen in deren Musik. Ein weiterer prominenter Benutzer von Hamer-Gitarren war Ende der 1970er-Jahre Andy Summers, Gitarrist der britischen Pop-Band The Police. Auch Paul Stanley, Gitarrist und Sänger der Rockband Kiss spielte häufig das Hamer-Modell Standard.

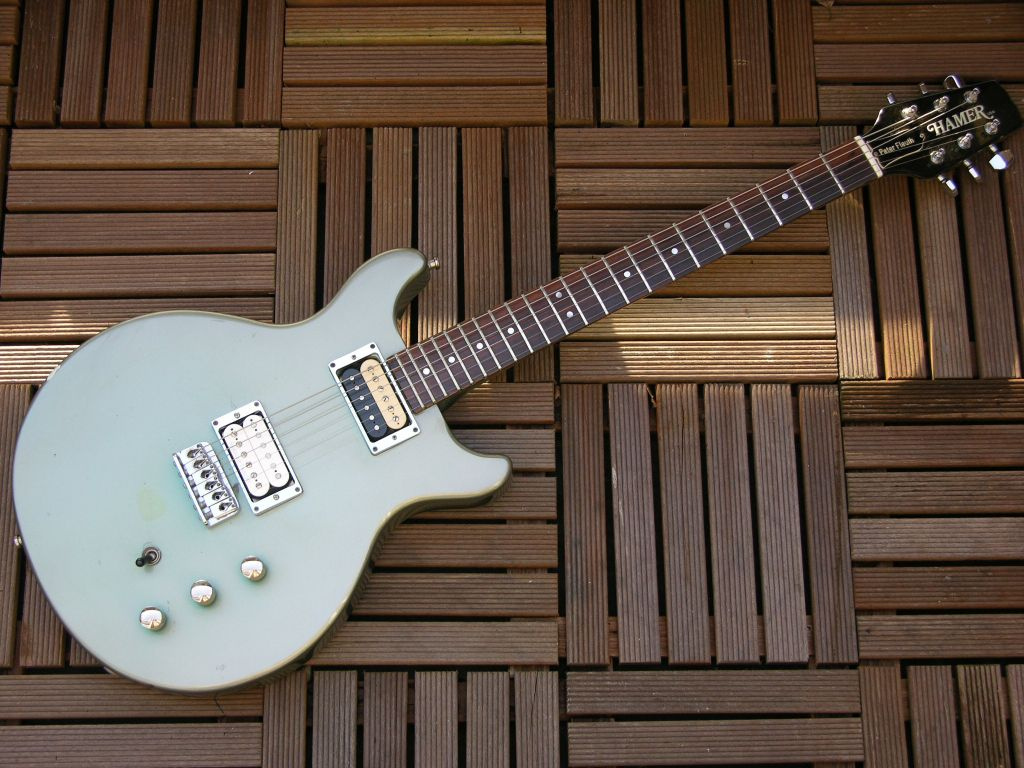
Das im Jahr 1980 eingeführte E-Gitarren-Modell Special hat ein für Hamer-Gitarren typisches Design

Im Jahr 1978 trat Frank Untermyer als Partner und Investor dem Unternehmen bei. Seine Investitionen und Kontakte ebneten den Weg für internationale Geschäfte außerhalb der USA. Untermyers Beteiligung am Unternehmen ermöglichte im Jahr 1980 die Umsiedelung von Hamer Guitars in größere Räumlichkeiten in Arlington Heights, einem Vorort von Chicago. Das Personal war auf zwölf Mitarbeiter angewachsen und Hamer führte neue Gitarren-Modelle ein – wie die Prototype (der erste grundlegend eigene Entwurf des Unternehmens), Special, Cruisebass, Blitz und Phantom. Paul Hamer, der in erster Linie als Sales Manager arbeitete, verließ das Unternehmen im Jahr 1987, um seine Karriere in anderen Bereichen zu verfolgen. Die Kaman Music Corporation kümmerte sich daraufhin um den Vertrieb, während sich die verbliebenen Eigentümer weiterhin auf die Produktion von Instrumenten konzentrierten. Kaman Music kaufte Hamer Ende 1988 auf. Nach fünf Jahren Zusammenarbeit mit Kaman verließ auch Dantzig die Firma im Jahr 1993 in Richtung Kalifornien, um sich dort einem Design- und Consulting-Geschäft zu widmen.
In den späten 1980er-Jahren war Hamer auch bekannt für eine Reihe von sogenannten “Power-Strats”. Diese auf dem Design der Fender Stratocaster basierenden Instrumente waren zu dieser Zeit vor allem bei Musikern des Hardrock- und Metal-Bereichs beliebt und verfügten meist über eine Kombination von bestimmten Details (beispielsweise Floyd-Rose-Vibrato, Humbucker-Single-Coil-Konfiguration, gut und schnell bespielbare Hälse mit Jumbo-Bünden, Effektlackierungen) (unter anderem die Modelle Californian, Diablo, Chaparral, Centaur und Steve Stevens). In den 1990er-Jahren gab es zusätzlich eine in Korea gefertigte Hamer-Modelllinie, die um das Wort “Slammer” auf der Kopfplatte der Instrumente erweitert war.
Weil der Markt für Gitarren im mittleren Preissegment gesättigt war, suchte Hamer nach neuen Wegen, den Umsatz zu verbessern und kehrte wieder zur alten Produkt-Philosophie zurück, klassische Gitarren-Modelle anzubieten. Im Jahr 1997 erfolgte der Umzug in einen kleinen Laden in New Hartford (Connecticut). Hierfür wurde auch Dantzig wieder als technischer Direktor gewonnen. Hamer begann, sich auf einen Kern aus hochwertigen Designs zu konzentrieren, die auf den Sammler- und Highend-Markt gezielt waren.
Am 31. Dezember 2007 wurde Hamer Guitars vom US-Musikinstrumentenhersteller Fender Musical Instruments übernommen. Jol Dantzig verließ Hamer Guitars im Jahr 2010 wieder, um eine eigene Linie von hochwertigen Instrumenten herzustellen.
Hamer lässt in Asien zusätzlich eine preisgünstigere Linie ihrer Instrumente herstellen, die unter der Bezeichnung “XT-Series” vertrieben wird. Des Weiteren gab es hauptsächlich für den US-Markt eine Instrumentenserie namens “Slammer by Hamer”, die ebenfalls in Asien gefertigt und im Jahr 2009 eingestellt wurde.